# 딱밤 한 대가 이별에 미치는 영향
《딱밤 한 대가 이별에 미치는 영향》은 2021년 11월 19일에 방영한 《KBS 드라마 스페셜 2021》 시리즈 중 네 번째 작품이다. 이 드라마는 2020 KBS TV드라마 단막극 극본 공모 우수작이다.

## 줄거리
딱밤 한 대로 인해 남자친구에게 이별을 통보한 여자와 이별을 받아들이지 못하는 남자의 성장을 다룬 로맨틱 코미디.

## 등장 인물

### 주요 인물
- 신예은 : 오진 역 - 중학교 보건교사
- 강태오 : 차민재 역 - 광고제작사 아트바이태오 대표
- 홍경 : 구원빈 역 - 중학교 체육교사
- 하윤경 : 정윤정 역 - 진의 절친한 친구, 아트바이태오 직원. 진과 민재를 연결시켜줌.

### 그 외 인물
- 이가연 : 오수연 역
- 이지봄
- 홍은정
- 윤상화
- 윤관우
- 노효윤
- 김환
- 최수견
- 원윤서
- 유수아
- 남도윤
- 최현진

### 특별출연
- 서이숙 : 오진의 어머니 역